# Roboastra
Roboastra Bergh, 1877 è un genere di molluschi nudibranchi della famiglia Polyceridae.

## Tassonomia
Il genere comprende 3 specie:
- Roboastra gracilis (Bergh, 1877)
- Roboastra rubropapulosa (Bergh, 1905)
- Roboastra tentaculata (Pola, Cervera & Gosliner, 2005), 1978